# Ultraman (phim truyền hình 1966)
Ultraman (ウルトラマン Urutoraman) hay còn gọi là Ultraman Hayata, là chương trình truyền hình của Nhật Bản về nhân vật hư cấu thuộc thể loại tokusatsu hay "hiệu ứng đặc biệt". Ultraman xuất hiện đầu tiên là phim truyền hình thuộc tokusatsu viễn tưởng/kaiju/siêu anh hùng, Ultra Q: Ultraman: Các seri cổ tích hiệu ứng đặc biệt, một sự nối tiếp của seri Ultra Q. Chương trình được sản xuất bởi Tokyo Broadcasting System và Tsuburaya Productions, và chiếu bởi TBS từ 17 tháng 7 năm 1966 tới ngày 9 tháng 4 năm 1967, tổng cộng 39 tập.
Dù Ultraman là seri đầu tiên của Ultra-being, nó vẫn là seri thứ hai của Ultra Series.  Ultra Q là đầu tiên. Như một hiện tượng truyền thống ở Nhật, chương trình đã tá trứng của người bắt chước chẳng khác gì các ảnh hưởng và làm lại, nó tiếp tục thông dụng đến ngày nay.
Để phân biệt các Ultraman đời sau, Ultraman được tham khảo như gốc Ultraman (初代ウルトラマン Shodai Urutoraman), Ultraman đầu tiên, Ultraman Hayata hay đơn giản như Man.
- Ultra Q (1966)
- Ultraman (1966)
- Ultraman: Monster Movie Feature (1967) - Filme
- Ultraseven (1967)
- Ultraman, Ultraseven: Great Violent Monster Fight [Foi exibido em alguns cinemas. Nenhuma cópia do filme sobreviveu.] (1969) - Filme
- O Regresso de Ultraman (1971)
- O Regresso de Ultraman [Exibido na Toho champion festival, filme que junta os episódios 5 e 6 da série] (1971) - Filme
- Ultraman Ace (1972)
- Ultraman Taro (1973)
- Ultraman Leo (1974)
- The 6 Ultra Brothers vs. The Monster Army [também conhecido como Hanuman vs. 7 Ultraman] (1974) - Filme
- The Ultraman (1979) - Anime
- Akio Jissoji's Ultraman (1979) - filme
- Ultraman: Great Monster Decisive Battle (1979) - Filme
- Ultraman 80 (1980)
- Andro Melos (1983) Minisérie
- Ultraman Story (1984) - Filme
- Ultraman Kids (1984) - Série em Anime

- Ultraman Zoffy: Ultra Warriors vs. the Giant Monster Army (1984) - Filme
- Ultraman USA: A Aventura Começa (1989) - Filme/Anime
- Ultraman Towards the Future (1990) - Co-produção australiana
- Ultraman Vs Kamen Rider (1993) - Homenagem a séries Ultra e Kamen Rider
- Ultraman The Ultimate Hero (1993) - Co-produção norte-americana
- Revive! Ultraman (1996) - Filme
- Ultraman Zearth (1996) - Filme
- Ultraman Tiga (1996)
- Ultraman Super Fighter Legend (1996) - Filme
- Ultraman Dyna (1997)
- Ultraman Zearth 2: Superhuman Big Battle - Light and Shadow (1997)
- Ultraman Tiga & Ultraman Dyna: Os Guerreiros da Estrela da Luz (1998) - Filme
- Ultraman Gaia (1998)
- Ultraman M78 Love and Peace (1999)<Anime/OVA> 03/MAR/99 (aproximadamente 22 minutos)
- Ultraman Tiga, Ultraman Dyna e Ultraman Gaia: A Batalha no Hiperespaço (1999) - Filme
- Ultraman Nice (1999) - Comerciais
- Ultraman Neos (2000) - Direto para vídeo
- Ultraman Cosmos(2001)
- Ultraman The Next (2004)
- Ultraman Nexus (2004)
- Ultraman Max (2005)
- Ultraman Mebius (2006)
- Ultraman Mebius e Ultra Brothers - Yapool Ataca! (2006) - Filme
- UltraSeven X (2007) - Série
- Ultra Galaxy Mega Monster Battle (2007) - Série
- Ultra Galaxy Mega Monster Battle: Never Ending Odyssey (2008)<Série.T.2> 20/12/08-14/03/09 [13 Eps] (aprox. 24 min.)
- A Grande Batalha Decisiva - Ultraman 8 Irmãos (2008) - Filme
- Ultraman Mebius Gaiden: Ghost Rebirth (2009) - Filme
- Mega Batalha na Galáxia Ultra - O Filme (2009) - Filme
- Ultraman Zero - A Vingança de Belial (2010) - Filme
- Ultra Galaxy Legend Gaiden: Ultraman Zero vs. Darklops Zero (2010) - Série de Duas Partes lançado direto para vídeo
- Ultraman Saga (2012)
- Ultraman Ginga (2013)
- Ultraman Ginga S (2014)
- Ultraman Fight Victory (2015)
- Ultraman X (2015)
- Ultraman Orb (2016)
- Ultraman Geed (2017)
- Ultraman R/B (2018)
- Ultraman (2019) - Anime da Netflix
- Ultraman Taiga (2019)
- Ultraman Z (2020)
- Ultraman Trigger (2021) - Série em comemoração aos 25 anos do trio TDG (Tiga, Dyna e Gaia)
- Shin Ultraman (2021) - Filme produzido por Hideaki Anno